# Chicago Film Critics Association Awards 2013
26. ročník předávání cen asociace Chicago Film Critics Association se konal dne 16. prosince 2013. Nominace byly oznámeny dne 13. prosince 2013.

## Vítězové a nominovaní

### Nejlepší film
12 let v řetězech
- Špinavý trik
- Gravitace
- V nitru Llewyna Davise
- Ona

### Nejlepší režisér
Steve McQueen – 12 let v řetězech
- Joel a Ethan Coen – V nitru Llewyna Davise
- Alfonso Cuarón – Gravitace
- Spike Jonze – Ona
- David O. Russell – Špinavý trik

### Nejlepší adaptovaný scénář
John Ridley – 12 let v řetězech
- Tracy Letts – Blízko od sebe
- Richard Linklater, Julie Delpy a Ethan Hawke – Před půlnocí
- Steve Coogan a Jeff Pope – Philomena
- Terence Winter – Vlk z Wall Street

### Nejlepší původní scénář
Spike Jonze – Ona
- David O. Russell a Eric Warren Singer – Špinavý trik
- Joel a Ethan Coen – V nitru Llewyna Davise
- Woody Allen – Jasmíniny slzy
- Bob Nelson – Nebraska

### Nejlepší herec v hlavní roli
Chiwetel Ejiofor – 12 let v řetězech
- Bruce Dern – Nebraska
- Robert Redford – Vše je ztraceno
- Matthew McConaughey – Klub poslední naděje
- Oscar Isaac – V nitru Llewyna Davise

### Nejlepší herečka v hlavní roli
Cate Blanchett – Jasmíniny slzy
- Sandra Bullock – Gravitace
- Brie Larson – Dočasný domov
- Adèle Exarchopoulos – Život Adèle
- Meryl Streepová – Blízko od sebe

### Nejlepší herec ve vedlejší roli
Jared Leto – Klub poslední naděje
- Barkhad Abdi – Kapitán Phillips
- Michael Fassbender – 12 let v řetězech
- James Gandolfini – A dost!
- James Franco – Spring Breakers

### Nejlepší herečka ve vedlejší roli
Lupita Nyong'o – 12 let v řetězech
- Jennifer Lawrenceová – Špinavý trik
- June Squibb – Nebraska
- Scarlett Johansson – Ona
- Léa Seydoux – Život Adele

### Nejlepší dokument
Způsob zabíjení
- 20 Feet from Stardom
- Černý zabiják
- Příběhy, které vyprávíme
- Armstrongova lež

### Nejlepší animovaný film
Zvedá se vítr
- Croodsovi
- Kokurikozaka kara
- Ledové království
- Univerzita pro příšerky

### Nejlepší kamera
Emmanuel Lubezki – Gravitace
- Sean Bobbitt – 12 let v řetězech
- Hoyte van Hoytema – Ona
- Bruno Delbonnel – V nitru Llewyna Davise
- Roger A. Deakins – Zmizení

### Nejlepší střih
Gravitace – Alfonso Cuarón a Mark Sanger
- 12 let v řetězech – Joe Walker
- Špinavý trik – Alan Baumgarten, Jay Cassidy a Crispin Struthers
- Upstream Color – Shane Carruth a David Lowery
- Vlk z Wall Street – Thelma Schoonmaker

### Nejlepší výprava
Gravitace
- 12 let v řetězech
- Velký Gatsby
- Ona
- V nitru Llewyna Davise

### Nejlepší skladatel
Arcade Fire – Ona
- Steven Price – Gravitace
- Alfonso de Vilallonga – Sněhurka: Jiný příběh
- Hans Zimmer – 12 let v řetězech
- Cliff Martinez a Skrillex – Spring Breakers

### Nejlepší cizojazyčný film
Způsob zabíjení (Dánsko/Norsko/Velká Británie)
- Život Adele (Francie)
- Hon (Dánsko)
- Wadjda (Saúdská Arábie)
- Zvedá se vítr (Japonsko)

### Nejslibnější filmař
Destin Daniel Cretton – Dočasný domov
- Lake Bell – Hlas
- Ryan Coogler – Fruitvale
- Joseph Gordon-Levitt – Don Jon
- Joshua Oppenheimer – Způsob zabíjení

### Nejslibnější umělec
Adèle Exarchopoulos – Život Adele
- Barkhad Abdi – Kapitán Phillips
- Chadwick Boseman – 42
- Lupita Nyong'o – 12 let v řetězech
- Tye Sheridan – Bahno z Mississippi